# Tim Wood (baseball)
Pour les articles homonymes, voir Tim Wood et Wood.
Timothy Dayle Wood (né le 16 novembre 1982 à Tucson, Arizona, États-Unis) est un lanceur de relève droitier de baseball sous contrat avec les Pirates de Pittsburgh de la Ligue majeure de baseball.

## Carrière

### Marlins de la Floride
Tim Wood est repêché par les Expos de Montréal en 21e ronde en 2001 mais il ne signe pas avec l'équipe. En 2002, il est drafté par les Marlins de la Floride au 44e tour de sélection. Il atteint le baseball majeur en 2009, jouant son premier match avec les Marlins le 25 juin. Il remporte sa seule décision cette saison-là avec le club de Floride, une première victoire enregistrée le 12 septembre aux dépens des Nationals de Washington. En 18 sorties comme releveur pour les Marlins en 2009, il affiche une excellente moyenne de points mérités de 2,82 en 22 manches et un tiers lancées.
Il effectue en 2010 des séjours à la fois dans les ligues mineures et au niveau majeur. Pour les Marlins, il lance 27 manches et deux tiers en 26 sorties. Il encaisse la défaite à sa seule décision et sa moyenne de points mérités s'élève à 5,53. Appelé comme stoppeur le 7 avril à sa deuxième sortie de la saison, il enregistre son premier sauvetage en carrière dans une victoire de la Floride sur les Mets de New York.

### Pïrates de Pittsburgh
Devenu agent libre après la saison 2010, il est mis sous contrat par les Nationals de Washington mais retranché de l'effectif durant le camp d'entraînement de l'équipe. Il rejoint alors les Pirates de Pittsburgh et apparaît dans 13 parties de cette équipe en 2011. Ses trois décisions se soldent par des défaites et sa moyenne de points mérités est de 5,63 en seulement huit manches de travail au monticule, durant lesquelles il accorde huit buts-sur-balles.
Le 18 août 2011, les Pirates échangent Wood aux Rangers du Texas en retour d'une somme d'argent ou d'un joueur à être nommé plus tard. Il ne s'aligne pas avec les Rangers et passe le reste de la saison dans la Ligue de la côte du Pacifique avec le club-école de la formation texane, le Round Rock Express. Il revient chez les Pirates via un contrat des ligues mineures signé le 1er novembre 2011.